# Église Sainte-Anne (Auderghem)
 (août 2025).
Si vous disposez d'ouvrages ou d'articles de référence ou si vous connaissez des sites web de qualité traitant du thème abordé ici, merci de compléter l'article en donnant les références utiles à sa vérifiabilité et en les liant à la section « Notes et références ».
Pour les articles homonymes, voir Église Sainte-Anne.
L’église Sainte-Anne (en néerlandais : Sint-Annakerk) d’Auderghem est un édifice religieux catholique construit au XIXe siècle sur la chaussée de Tervuren à Auderghem, aujourd’hui commune de Bruxelles (Belgique). En 1843 elle devient paroisse catholique. Elle a donné son nom au quartier Sainte-Anne d’Auderghem.

## Éléments d’histoire
Sise entre les anciennes abbayes de Val Duchesse et de Rouge-Cloître, et à l’est du centre de l’ancien village la nouvelle église, construite par l’architecte Louis Spaak, remplace en 1843 la chapelle Sainte-Anne devenue trop exigüe, comme lieu de culte pour la communauté catholique du village (pierre de fondation de l'église, dans le mur de façade: Anno 1843). La paroisse Sainte-Anne est ainsi fondée en 1843 à la demande des habitants qui dépendaient jusque-là de la paroisse Saint-Clément à Watermael-Boitsfort. Elle devient ainsi la première paroisse d'Auderghem.
Il ne faut pas la confondre avec la chapelle Sainte-Anne, plus ancienne et située plus au nord, qui faisait partie du domaine de Val-Duchesse. 

## Patrimoine
- Un marbre et un autel baroque en bois (XVIIIe siècle) ornent les bas-côtés. Ceux-ci, achetés en 1875, proviennent de l'église Notre-Dame du Sablon à Bruxelles.
- L'église possède deux orgues. Le plus notable d'entre eux, installé en 1871 dans la tribune est de style néo-classique, Le facteur en est Henri Vermeersch. Hors d'usage depuis 1985, il n'en est pas moins classé au patrimoine national en 2005 en raison de sa valeur historique. Une restauration de fond en comble a été achevée en mai 2024 par Schoemaeker sous la direction de François Houtart.  L'orgue est désormais a nouveau utilisé pour le culte, en alternance avec l'orgue se trouvant dans le transept droit, datant de 1983, œuvre de Jan Boon.
- Une série de cinq céramiques, œuvres de l'artiste Pierre Liefooghe, illustre des scènes de la vie de sainte Anne.